# Sergueï Susline
Pour les articles homonymes, voir Sousline.
Sergueï Petrovitch Susline (russe : Сергей Петрович Суслин), né le 9 novembre 1944 à Moscou et mort en 1989 dans la même ville, est un judoka soviétique.
Il compte à son palmarès trois médailles de bronze mondiales et deux titres européens.

## Palmarès international
| Année | Compétition           | Lieu           | Résultat | Catégorie      |
| ----- | --------------------- | -------------- | -------- | -------------- |
| 1965  | Championnats d'Europe | Madrid         | 2e       | Moins de 63 kg |
| 1966  | Championnats d'Europe | Luxembourg     | 1er      | Moins de 63 kg |
| 1967  | Championnats d'Europe | Rome           | 1er      | Moins de 63 kg |
| 1967  | Championnats du monde | Salt Lake City | 3e       | Moins de 63 kg |
| 1968  | Championnats d'Europe | Lausanne       | 2e       | Moins de 63 kg |
| 1969  | Championnats du monde | Mexico         | 3e       | Moins de 63 kg |
| 1970  | Championnats d'Europe | Berlin         | 2e       | Moins de 63 kg |
| 1971  | Championnats du monde | Ludwigshafen   | 3e       | Moins de 63 kg |
| 1972  | Championnats d'Europe | Voorburg       | 2e       | Moins de 63 kg |